# فرودگاه شهری انتلر
فرودگاه شهری انتلر (به انگلیسی: Antlers Municipal Airport) یک فرودگاه همگانی بهره‌برداری هوایی با کد یاتا ATE است که یک باند فرود آسفالت دارد و طول باند آن ۱۰۰۶ متر است. این فرودگاه در شهر انتلر کشور ایالات متحده آمریکا قرار دارد و در ارتفاع ۱۷۵ متری از سطح دریا واقع شده است.